# FMハムスター
特定非営利活動法人エフエムハムスターは、広島県広島市安佐南区、東区、安佐北区、西区の各一部地域を放送区域として超短波放送（FM放送）をする特定地上基幹放送事業者である。
FMハムスターそのままの愛称でコミュニティ放送をしている。

## 概要
2009年（平成21年）に開局した中国地方で16番目、広島県で6番目のコミュニティ放送局である。
特定非営利活動法人エフエムハムスターは、広島経済大学メディアビジネス学科の教員と学生が中心となって設立された。
ハムスターという呼称は、「広島市（Hiroshima）安佐（Asa）南区（Minami-ku）」の頭文字に由来し、安佐南区の星（スター）となるように思いから命名された。
広島経済大学キャンパス内のメディア情報センター1階に本社（スタジオ）があり、設立当初、メディアビジネス学科の教授と学生が放送を行っていた。
現在は、広島経済大学興動館プロジェクト内の「コミュニティーFM放送局運営プロジェクト」の学生が中心となって放送を行っている。
送信アンテナは、メディア情報センターのすぐ横に設置されている（グラウンドを囲むネットの支柱に取り付ける形で設置）。
自社制作番組と、調布FM・オナガワエフエム・ラヂオ気仙沼・株式会社ジェイクランプ・立命館大学産業社会学部制作番組の配信により編成されている。
放送時間は平日のみ8:55 - 18:05であり、コミュニティ放送局では珍しく土日を完全休業としている。

## 沿革
- 2009年（平成21年）
  - 1月13日 - エフエムハムスターが特定非営利活動法人として認証
  - 1月16日 - 特定非営利活動法人エフエムハムスター設立登記
  - 3月26日 - 放送局（現特定地上基幹放送局）の予備免許取得
  - 4月20日 - 試験放送開始[2]
  - 5月11日 - 本放送開始[3]
- 2013年（平成25年）
  - 4月1日 - 6月30日まで放送を休止[4]。理由は「地域コミュニティFM放送事業の見直しを図るため」。
  - 7月1日 - 放送再開[5]

## 番組内容など
- 初期の自社制作番組は、生放送で月曜 - 金曜の12:30 - 13:30及び金曜の17:00 - 18:00、収録放送で毎週月・火・水曜の9:00、13:30から各1時間半ずつ、毎週月・火曜の16:00から、各1時間ずつ、計10本放送であった。
- 現在は1番組の放送時間が短縮（30分及び1時間）し、また週替わりの放送も増加している。
- 12:30からの1時間と17:00からの1時間はスタジオからの生放送。安佐南区役所広報（安佐南区役所便り）の案内もある。
- ミュージックバードの配信番組は放送開始当初は毎日 10:30 - 12:30、15:00 - 17:00となっていたが、後に月・水・金曜が12:00 - 12:30、火・木曜が11:00 - 12:30、及び毎日 14:30 - 17:00に変更、現在は他局制作番組の関係もあり放送されていない。
- 自社制作番組の大半を同週に再放送している。
- 安佐南区役所と連携し、災害時には情報発信をする。

## 自社制作番組
2025年（令和7年）6月現在
- はむっしゅ!（生放送）
- City Style
- @MAKE HEALTHY!!
- 知っとこ!安佐南!
- アフタヌーンハムスター（生放送）
- 魁!ハムスタースポーツ
- TAOK ON THE RADIO（広島経済大学放送部）
- 知っとこ!安佐南!
- からふるSTORY
- 魁!ハムスタースポーツ
- サブだなんて言わせない
- アイドル充電中
- からふるSTORY

### 過去に放送された自主制作番組
- 30minutes culture STAR
- 3G
- Borderless Seminar
- HAMstar. Community. Relation
- HAMSTAR Program's Introduction
- Hiroshima Music Radio
- HUEmanMusic
- It's so Freeeeeedom!
- Jewelry girls' talk
- Link to Life
- OpenSkyMusicCommunity
- Poco a Poco
- Sweet Memories（思い出がいっぱい）
- THE UNIQUE STORYS
- Tour de HAMSTAR
- Welcome to the Werewolf Village～人狼村にようこそ～
- あなたの知らないインドネシア
- アベラジ「Sound of Interview」
- アロハ!ハワイのこと知ってる?
- イベント情報「ハムスターOasis」
- 海と語ろう
- 教えて!マエストロ
- 大人ヘンタイラジオ計画
- 音女アマービレ
- きらきら物語
- クラシックアワー「走れアマデウス」
- ゲスト万来
- 雑草魂
- さわやか朗読
- 好きうま
- 食Pのススメ
- 先生と話そう「SweetMemories」
- タウン情報「マナ・カナトーク」
- 武田山燈ラジオ
- 地域づくりは防災から
- 地域・防災情報「ラブリートーク」
- 堂本deどう?
- 時の話題ハムスターOMM
- 突撃!安佐南の晩ごはん!
- 突撃!教員研究室
- 飛び出せ!ハムスター!!
- 懐かしのフォークソング「MusicTimeTravel」
- ナマクララジオ
- ハイスクール通信
- HAMトーーク
- バラエティー番組（仮）
- ふつおたラジオ
- ぶらり安佐南
- ぶらり日本音楽旅
- プレジャーランドX
- もみじだよっ!
- モラトリアムの声
- 夕凪 Evening Talk
- ラジオでGo!Go!
- らじおび
- 24hour party freaks
- Hue Live Up Station
- Let's AO
- no movie no life
- Open Sound Community
- ☆Star Music☆
- TIME OF REST
- 興動館の愉快な仲間たち
- 大学生のための役立つマナー講座（協力：NPO法人マナー教育クリエーション協会）
- 発見、ハムトピア
- はむちゃんずのおんがくのじかん
- 非日常の日常
- プリンセスチャンネル
- 〇〇の好き勝手に放送中